# Thaspiviridae
Thaspiviridae es una familia de virus que infectan arqueas mesófilas. Contienen un genoma ADN bicatenario y por lo tanto pertenecen al Grupo I de la Clasificación de Baltimore. La familia incluye un género Nitmarvirus.

## Descripción

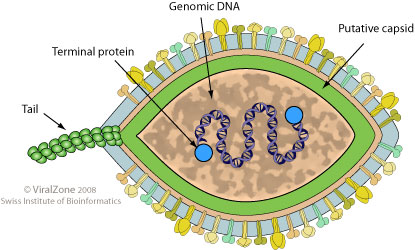
Dibujo esquemático de un Virión del género Salterprovirus (Halspiviridae) con presunta morfología similar a la de Thaspiviridae.

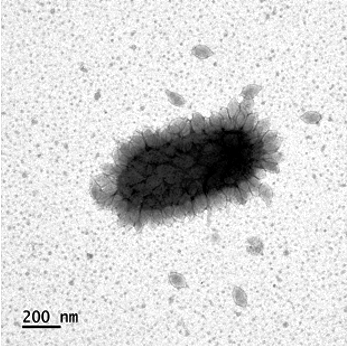
Partículas de Nitrosopumilus spindle-shaped virus 1 (especie Nitmarvirus NSV1) parcialmente adheridas a la superficie de una célula huésped.

Los viriones tienen cápsides, con forma de limón o morfología fusiforme y una envoltura vírica. Los viriones miden 64 ± 3 nm de diámetro y 112 ± 6 nm de longitud, con fibras cortas en un polo. Los genomas son de ADN bicatenatio lineal de 27-29 kbp con repeticiones invertidas terminales de 176 bp y contienen 48 o 51 ORF. Se predice que el genoma de los virus contiene 48 genes. Además, los virus codifican un antígeno nuclear de la célula en proliferación que también es probable que participe en la replicación del genoma viral.
La replicación viral se produce por infección crónica sin ciclo lítico. La entrada en la célula huésped se logra mediante la unión del virus a la célula huésped. La transcripción con plantilla de ADN es el método de transcripción. Las arqueas mesófilas sirven como huéspedes naturales. Las rutas de transmisión son por difusión pasiva.

## Evolución
En cuanto a la relación con otros virus, Thaspiviridae muestra una relación muy estrecha con otros virus que infectan arqueas como Fuselloviridae, Halspiviridae, Itzamnaviridae y Bicaudaviridae con quienes comparte la misma morfología del virión, el ensamblaje, una proteína de cápside homóloga la SSV1 de cuatro hélices y ATPasas de la superfamilia AAA, estos últimos se les conoce como "virus en forma de huso o fusiformes". La proteína homóloga de estos virus también se encuentra en la familia de virus arqueanos filamentosos Clavaviridae, por lo que se ha sugerido que los virus fusiformes evolucionaron de virus filamentosos emparentados con Clavaviridae para almacenar un genoma más grande por lo que conformarían un dominio o linaje viral, la misma ruta se ha propuesto para los otros virus inusuales de arqueas. Específicamente la relación entre Halspiviridae y Thaspiviridae es aun más estrecha ya que además de compartir las características mencionadas, también comparten una ADN polimerasa B homóloga, genomas lineales y sus genomas están relacionados con los transposones capsones en contraposición con los virus fusiformes de la familia Fuselloviridae, Itzamnaviridae y Bicaudaviridae cuyos genomas son circulares y están relacionados con plásmidos.